# La Viñuela
La Viñuela es un municipio andaluz de la provincia de Málaga, España, situado en la comarca de la Axarquía. Por carretera se halla situado a 48 kilómetros de Málaga y a 505 km de Madrid. En 2005 contaba con una población de 1622 habitantes; en 2000 contaba con 1200, según datos del INE.

## Clima
- Temperatura media: 17 °C
- Horas de sol al año: 2900 horas/año
- Precipitaciones: 568 l/m²

## Historia
La Viñuela es el municipio más moderno de la Axarquía, surgiendo en torno a una venta en el itinerario del Camino Real de Vélez a Granada a finales del siglo XV.
En torno a la venta se fueron construyendo otras edificaciones hasta configurarse como pueblo independiente en el siglo XIX, siendo su primer alcalde Pedro Fernández Delacalle en 1702, nombrado por el cabildo de Vélez-Málaga. No obstante el término que nos ocupa ha sido de los primeros en ser habitados en la comarca, dado que por sus características fue conocido desde época musteriense en el paleolítico medio. Antes de la inundación del Pantano se excavaron más de 14 yacimientos que abarcan desde el Neolítico hasta la época romana, pasando por el Bronce III o final con restos de cabañas de adobe y cañas, un horno de fundición, abundante material lítico y cerámico. La romanización dejó fuertes huellas en los pagos del río Guaro, manifestando los restos encontrados una dependencia económica similar a la actual, como son el olivo, la vid y cereales.

## Geografía humana

### Demografía
Cuenta con una población de 2006 habitantes (INE 2024).
| Gráfica de evolución demográfica de Viñuela entre 1842 y 2021                                                         |
| |
| Población de derecho según los censos de población del INE. Población de hecho según los censos de población del INE. |

| Nacionalidad | Hombres | Mujeres | Total | %     | Proporción |
| ------------ | ------- | ------- | ----- | ----- | ---------- |
| Española     | 647     | 564     | 1211  | 57.5% |            |
| Extranjera   | 451     | 444     | 895   | 42.4% |            |

| País                 | Hombres | Mujeres | Total | %     | Proporción |
| -------------------- | ------- | ------- | ----- | ----- | ---------- |
| Reino Unido          | 275     | 262     | 537   | 60.0% |            |
| Marruecos            | 50      | 39      | 89    | 9.9%  |            |
| Alemania             | 20      | 26      | 46    | 5.1%  |            |
| Francia              | 10      | 8       | 18    | 2.0%  |            |
| Argentina            | 3       | 3       | 6     | 0.6%  |            |
| Italia               | 4       | 2       | 6     | 0.6%  |            |
| Rumania              | 2       | 3       | 5     | 0.5%  |            |
| República Dominicana | 1       | 2       | 3     | 0.3%  |            |
| Chile                | 1       | 1       | 2     | 0.2%  |            |
| Paraguay             | 0       | 2       | 2     | 0.2%  |            |
| Portugal             | 1       | 1       | 2     | 0.2%  |            |
| Venezuela            | 0       | 2       | 2     | 0.2%  |            |
| Brasil               | 0       | 1       | 1     | 0.1%  |            |
| Bulgaria             | 0       | 1       | 1     | 0.1%  |            |
| Colombia             | 0       | 1       | 1     | 0.1%  |            |
| Polonia              | 1       | 0       | 1     | 0.1%  |            |

### Economía

#### Evolución de la deuda viva municipal
| Gráfica de evolución de Deuda viva del Ayuntamiento de Viñuela entre 2008 y 2019                                |
| |
| Deuda viva del Ayuntamiento de Viñuela en miles de Euros según datos del Ministerio de Hacienda y Ad. Públicas. |

## Política

### Resultado de las elecciones municipales de 2023
| Candidatura     | Candidatura                              | Votos | %                               | Escaños                         |
| --------------- | ---------------------------------------- | ----- | ------------------------------- | ------------------------------- |
|                 | Partido Socialista Obrero Español (PSOE) | 551   | 67,44                           | 8                               |
|                 | Partido Popular (PP)                     | 250   | 30,60                           | 3                               |
| Votos en blanco | Votos en blanco                          | 16    | 1,96                            | n/a                             |
| Votos válidos   | Votos válidos                            | 817   | 100                             | 11                              |
| Votos nulos     | Votos nulos                              | 35    | Participación: \| \| 66,56 % \| | Participación: \| \| 66,56 % \| |
| Votantes        | Votantes                                 | 852   | Participación: \| \| 66,56 % \| | Participación: \| \| 66,56 % \| |
| Electores       | Electores                                | 1280  | Participación: \| \| 66,56 % \| | Participación: \| \| 66,56 % \| |
|                 | 66,56 %                                  |       |                                 |                                 |

| Periodo   | Nombre                                                            | Partido |
| --------- | ----------------------------------------------------------------- | ------- |
| 1979-1983 | Juan García Clavero                                               | PSOE    |
| 1983-1987 | Juan García Clavero                                               | PSOE    |
| 1987-1991 | Juan García Clavero                                               | PSOE    |
| 1991-1995 | Juan García Clavero                                               | PSOE    |
| 1995-1999 | Juan Millán Javalera                                              | PSOE    |
| 1999-2003 | Juan Millán Javalera                                              | PSOE    |
| 2003-2007 | Juan Millán Javalera                                              | PSOE    |
| 2007-2011 | Juan Millán Javalera (Dimite, hasta 2011) José Juan Jiménez López | PSOE    |
| 2011-2015 | José Juan Jiménez López                                           | PSOE    |
| 2015-2019 | José Juan Jiménez López                                           | PSOE    |
| 2019-2023 | José Juan Jiménez López                                           | PSOE    |
| 2023-act. | José Juan Jiménez López                                           | PSOE    |

## Monumentos y lugares de interés
- Ermita de la Virgen de las Angustias
- Iglesia de San José
- Pantano de La Viñuela
- Torre de la Atalaya
- Ermita La Milagrosa
- Yacimientos arqueológicos
- Museo de los Verdiales (Los Romanes)

## Fiestas
Las fiestas de La Viñuela comienzan en marzo con la celebración de la fiesta patronal en honor de san José.
Entre marzo y abril se celebra la Semana Santa con las solemnes  procesiones del Jueves Santo y Vía Crucis del Viernes Santo por las calles del pueblo.
A finales de mayo es la Romería donde se reúnen el pueblo de Viñuela y las Pedanías de Los Gómez y Los Romanes en torno al embalse de La Viñuela en honor al patrón de la villa, San José, la Virgen del Carmen de Los Gómez y la Virgen Milagrosa de Los Romanes, se celebra desde 1991.
A mediados de julio se celebran la Feria de Los Gómez en honor a la Virgen del Carmen. 
A finales de julio o principios de agosto son las fiestas patronales del Pueblo, Feria de Viñuela, en honor a su patrona la Virgen de las Angustias que se encuentra en la ermita de Las Angustias situada en Barriada Los Ramírez; es en esta feria cuando trasladan a la Virgen desde su ermita hasta el iglesia del pueblo durante un mes.
A mediados de agosto son las fiestas de Los Romanes pedanía de Viñuela, Feria de los Romanes, en honor a la Virgen de La Milagrosa.
A mediados de septiembre con el final del verano se celebra la Feria de la pasa, coincidiendo con la recogida de pasas y el regreso de la Virgen de las Angustias a su ermita habitual.

## Gastronomía
Son típicas de la Viñuela las sopas de tomate, el gazpachuelo, los potajes, las migas con naranja y granada, el ajoblanco, el gazpacho, la tortilla de espárragos y la ensaladilla con naranja.
La ruta de la tapa, es un evento gastronómico que se celebra en el mes de diciembre,reflejo del buen hacer de los establecimientos de la localidad. Un verdadero espectáculo de olores y sabores que combinan la cocina tradicional con los platos más vanguardistas, brindando una amplia variedad y deliciosa oferta gastronómica.

## Artesanía
Forja tradicional y artística y marroquinería.